# ONE
ONE (kratica dobesedno pomeni ENA; izvirno angleško: An Orchestra Network for Europe), »Omrežje orkestrov za Evropo« je zveza orkestrov, ki je začela nastajati po letu 2000. Ustanovni člani mreže so bili Jenaer Philharmonie (Nemčija), Tapiola Sinfonietta Espoo (Finska), Rigas Kamermuziki (Latvija) in Štatny komorny orchester Žilina (Slovaška). Po letu 2004 se je mreža začela širiti na podbudo simfoničnega orkestra iz Pikardije (Francija). V tem času sta se pridružila še Filharmonia Krakowska (Poljska) in  Simfonični orkester RTV Slovenija (Slovenija).
Osnovna ideja orkestrske mreže je omogočanje nadnacionalnega kroženja umetnikov, orkestrskih glasbenikov, skladateljev, solistov, komornih ansamblov, dirigentov in kulturnih del s pomočjo nadnacionalne mobilnosti tradicionalnega in ustvarjalnega repertoarja.